# Canadian Vickers Vanessa
Il Canadian Vickers Vanessa fu un idrovolante da trasposto biplano biposto sviluppato dall'azienda aeronautica canadese Canadian Vickers Limited negli anni venti del XX secolo, rimasto allo stadio di prototipo.

## Storia del progetto
Su iniziativa privata, il capo progettista della Canadian Vickers Limited sviluppò un idrovolante da trasporto ad uso commerciale, derivandolo dal contemporaneo modello della Stinson, dotato di cabina chiusa, appena immesso sul mercato statunitense. Il Vanessa si differenziava dal modello Stinson per l'introduzione dei montanti interalari a X al fine di consentire l'accesso dei passeggeri alla cabina di trasporto.

## Descrizione tecnica
La configurazione alare era biplana, con le ali dritte e di uguale apertura, rivestite in tela. Le due ali erano collegate tra loro con quattro coppie di montanti, rinforzati da cavi d'acciaio, la superiore montata alta a parasole e l'inferiore bassa sulla fusoliera. Quest'ultima ospitava in posizione inferiore la coppia di galleggianti stabilizzatori. Alettoni e flap, questi ultimi erano una caratteristica insolita negli aerei di quel tempo, erano montati su ognuna delle ali e erano interconnessi tra loro da montanti. L'impennaggio di coda era del tipo classico monoderiva, dotato di piani orizzontali controventati. La cabina di trasporto era costruita in tubi d'acciaio, così come alcune strutture di supporto e gli impennaggi di coda, ed ospitava i due membri dell'equipaggio e i quattro passeggeri. Il resto della fusoliera era realizzato in legno e interamente ricoperta in tela.
La propulsione era assicurata da un motore radiale Armstrong Siddeley Lynx a 7 cilindri raffreddati ad aria, erogante la potenza di 200 CV (150 kW) ed azionante un'elica bipala lignea.

## Impiego operativo
Fu costruito un prototipo, matricola G-CYZJ, che andò in volo per la prima volta il 26 aprile 1927, e per il quale la Royal Canadian Air Force manifestò un interesse come velivolo da collegamento. I collaudi evidenziarono che l'aeromobile era sottopotenziato e l'Armstrong Siddeley Lynx fu sostituito da un propulsore Wright J-5C Whirlwind da 220 hp (160 kW).
Nel settembre 1927 l'aereo, ancora allo stadio sperimentale, venne utilizzato per alcune prove di trasporto della posta per via aerea. Mentre attendeva al largo del porto di Rimouski, in Québec, il 9 dello stesso mese, il capo dello squadrone della RCAF John H. Tudhope ricevette 502 libbre (228 kg) di posta dall'RMS Empress of France. Mentre flottava per decollare, il prototipo subì la rottura di un montante alare che perforò il galleggiante di destra, facendo affondare l'aereo verso quel lato. L'elica tranciò a metà il galleggiante che si ruppe, causando l'affondamento dell'aeromobile. Fortunatamente Tudhope fu soccorso e tratto in salvo insieme alla posta, raggiungendo infine la sua destinazione tramite ferrovia. Il velivolo fu successivamente recuperato ma ne venne considerata antieconomica la riparazione e fu abbandonato.
Nonostante la brevissima carriera il Vanessa ha la particolarità di essere uno dei primi velivoli a cabina chiusi progettati e costruiti in Canada, e il primo a essere utilizzato in un volo sperimentale in Canada.

## Paesi utilizzatori
Canada
- Royal Canadian Air Force

### Fonti
1. ↑  Grey 1928, p. 71c–72c.
2. 1 2 3 4 5 6 7  Уголок неба.
3. 1 2 3 4  Skaarup 2001, p. 14.
4. ↑  Andrews, Morgan 1988, p. 492.